# 津田ホール
津田ホール（つだホール）は、東京都渋谷区千駄ヶ谷（津田塾大学千駄ヶ谷キャンパス内）にかつて存在していたホール。2015年3月をもって閉館、2018年に解体された（同年11月に終了）。跡地は広場「梅公園」となっている。

## 施設
槇文彦設計。優良ホール100選選出。定員490名（うち車椅子席が2席）。

## 所在地
- 東京都渋谷区千駄ヶ谷一丁目18番地24号